# Macromitrium rhizomatosum
Macromitrium rhizomatosum är en bladmossart som beskrevs av C. Müller in Bescherelle 1880. Macromitrium rhizomatosum ingår i släktet Macromitrium och familjen Orthotrichaceae. Inga underarter finns listade i Catalogue of Life.